# Сосмаги
Сосмаги (тат. Сасмак) — деревня в Высокогорском районе Республики Татарстан, в составе Мульминского сельского поселения.

## География
Деревня находится на реке Казанка, в 24 км к северо-востоку от районного центра, посёлка железнодорожной станции Высокая Гора.

## История
Первоисточники упоминают о деревне Сосмаки с 1565-1567 годов.
В сословном плане, в XVIII веке и вплоть до 1860-х годов, жителей деревни причисляли к государственным крестьянам.
По данным переписей, население деревни увеличивалось со 104 душ мужского пола в 1782 году до 737 человек в 1920 году. В последующие годы численность населения деревни постепенно уменьшалась и в 2017 году составила 252 человека.
В «Списке населенных мест по сведениям 1859 года», изданном в 1866 году, населённый пункт упомянут как казённая деревня Сосмаги 1-го стана Казанского уезда Казанской губернии. Располагалась при речке Серде, по левую сторону Сибирского почтового тракта, в 40 верстах от уездного и губернского города Казань и в 25 верстах от становой квартиры во владельческой деревне Пермяки (Богородское). В деревне, в 41 дворе проживали 403 человека (206 мужчин и 197 женщин), была мечеть.
По сведениям из первоисточников, в начале XX столетия в деревне существовали мечеть, мектеб.
Административно, до 1920 года деревня относилась к Казанскому уезду Казанской губернии, с 1935 года (с перерывами) относится к Высокогорскому району Татарстана.

## Экономика и инфраструктура
Полеводство, животноводство; эти виды деятельности, а также пчеловодство и некоторые промыслы, являлись основными для жителей деревни также и в XVIII-XIX столетиях.
В деревне действует фельдшерско-акушерский пункт.